# Gavril Krastevitch
Gavril Krastevitch dit Gavril Pacha né en 1817 à Kotel, alors dans l'Empire ottoman, et mort en novembre 1898 à Constantinople est un haut fonctionnaire ottoman et historien bulgare.

## Biographie
Gavril Krastevitch fut Gouverneur-général de Roumélie orientale en 1884-1885 pour le compte de l'Empire ottoman. 
Historien, il est le premier traducteur de Benjamin Franklin en bulgare.